# Svenska Lottakåren
Svenska Lottakåren (förkortat SLK, stiliserat S·L·K) eller Riksförbundet Sveriges lottakårer, före 1942 kallat Sveriges Landstormskvinnor, vardagligt även kallad "Lottarörelsen", är en partipolitiskt obunden frivillig försvarsorganisation för kvinnor i Sverige. Rörelsens syfte är att rekrytera och utbilda kvinnor till uppgifter inom det svenska totalförsvaret, och att bedriva totalförsvarsinformation.
Namnet Lotta kommer från organisationens förebild, den finska Lotta Svärd-organisationen, och medlemmar i organisationen kallas lotta i singular – lottor i plural (även organisationens befattningar bär namnet, se till exempel: bevakningslotta, rikslottachef). Alla kvinnor som är svenska medborgare eller folkbokförda i Sverige kan bli medlemmar i Svenska Lottakåren, och organisationen är idag ett av landets största kvinnliga nätverk med cirka 5 000 medlemmar över hela Sverige. SLK fick 2022 ett stort antal nya medlemmar efter Rysslands invasion av Ukraina 2022 och upplevde också ett ökat intresse för hem- och krisberedskapsinformation.
Svenska Lottakårens beskyddare är kronprinsessan Victoria. Den 10 september firas Svenska lottans dag för att uppmärksamma årsdagen för organisationens grundande, 10 september 1924.

## Organisation

### Medlemskap

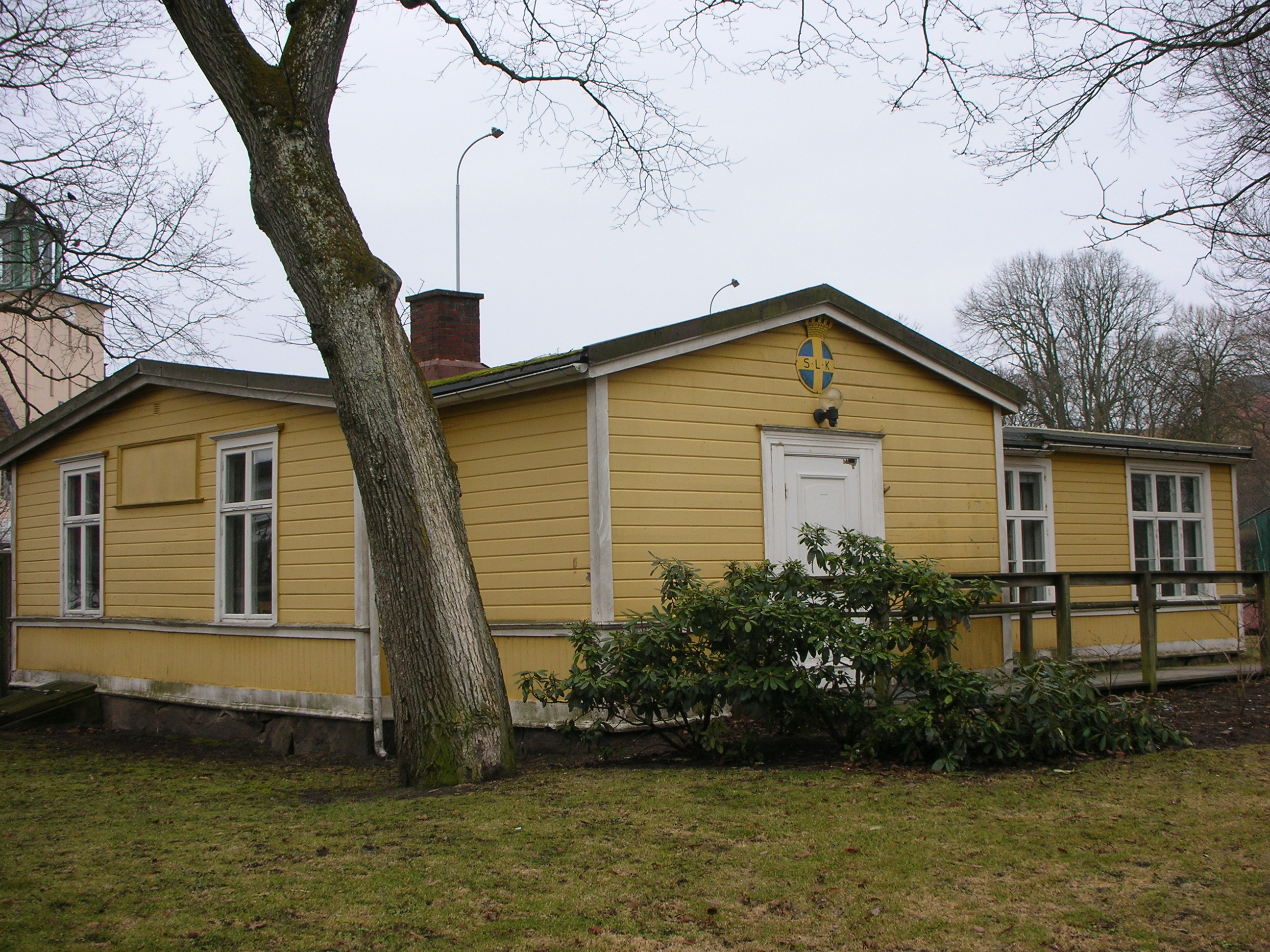
Den så kallade Lottastugan i Societetsparken i Varberg. Lägg märke till SLK:s emblem över dörren.

Medlemskap i Svenska Lottakåren (att bli lotta) ges enbart till kvinnor, oavsett ålder, och kräver svenskt medborgarskap eller folkbokföring i Sverige. Organisationen är aktiv i hela Sverige och består till stor del av lokala kårer, så kallade lottakårer, runt om i landet. Antalet lokala lottakårer uppgick till 79 stycken 2023 och en kårförteckning finns på organisationens hemsida. En lotta väljer själv om hon vill bli medlem i en lokal kår när hon blir medlem i SLK och kan välja vilken kår som helst oavsett bostadsort. Det är också möjligt att byta lokal kår. Medlemsavgiften varierar beroende på vilken kår man väljer eftersom varje kår bestämmer hur hög den delen av avgiften som tillfaller den lokala kåren ska vara. Varje kår har sin egen kårchef och styrelse. Lottor kan få årsnålar, medaljer och andra utmärkelser av SLK när de varit med i kåren ett visst antal år eller gjort speciella insatser.

### Verksamhet

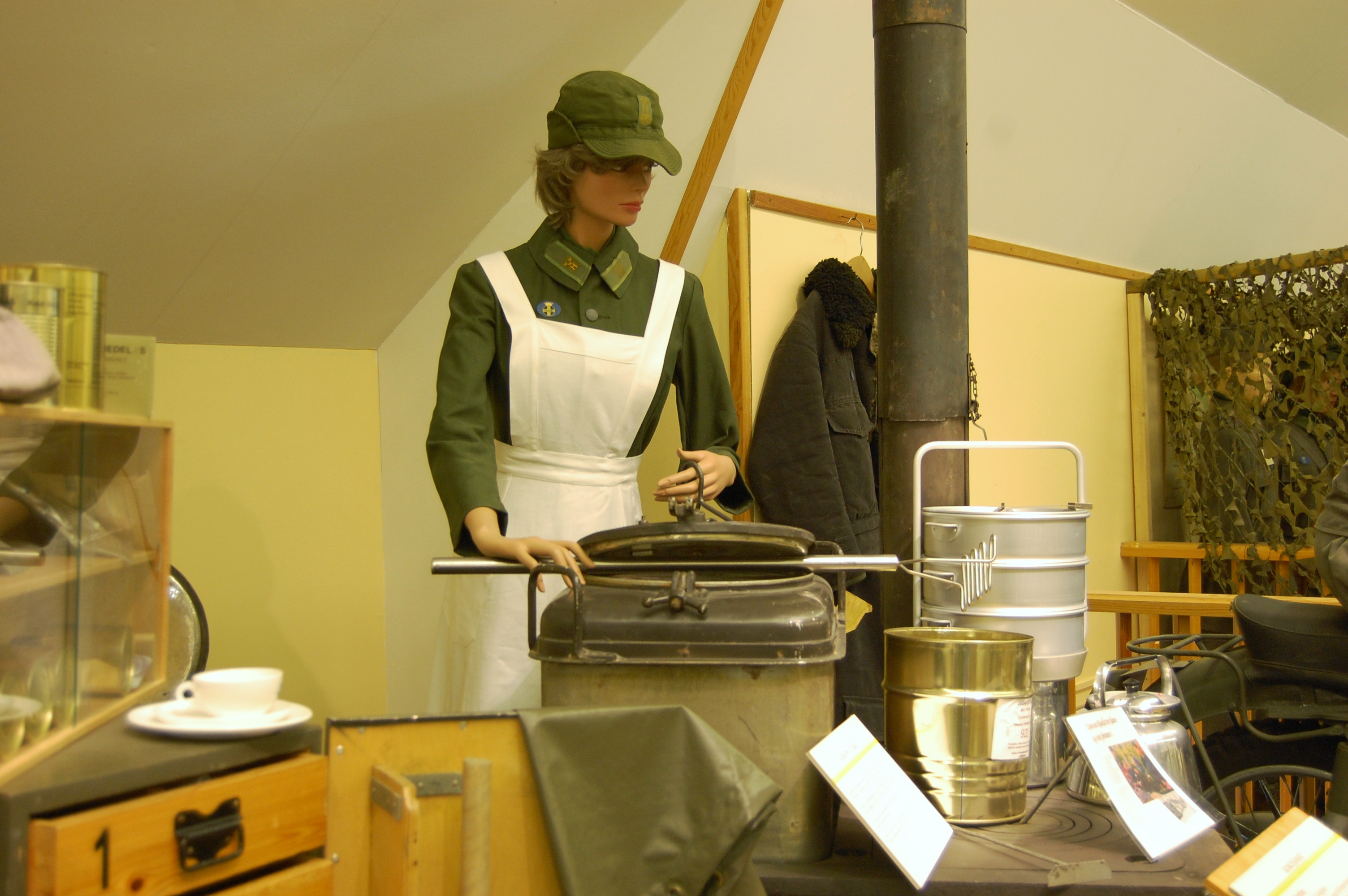
Utställning hos Hemvärnsmuseet som visar upp en koklotta från tiden runt 70-talet.

Svenska Lottakårens moderna verksamhet verkar inom både det militära totalförsvaret och den civila krisberedskapen. Organisationen samarbetar bland annat med Sveriges försvarsmakt, myndigheten för samhällsskydd och beredskap (MSB), jordbruksverket, post- och telestyrelsen och länsstyrelsen Skåne.
Lottakåren bedriver olika former av utbildning och rekrytering, såväl civil som militär, och har utbildningslokaler runt om i Sverige. SLK rekryterar och utbildar stabsassistenter och fältkockar till försvarsmakten och civila myndigheter. Utbildning bedrivs bland annat på Älvkarleö herrgård som ägs av organisationen. Svenska Lottakåren arbetar också med att förmedla krisberedskapsinformation och deltar till exempel i den årliga Krisberedskapsveckan. Organisationen erbjuder exempelvis gratis kurser i hem- och krisberedskap öppna för allmänheten. De producerar även en egen gästpodd, Lottapodden, som tar upp teman som totalförsvar, demokrati, försvarsvilja, med mera.
I händelse av kris eller krig är praxis att lottor ska utföra olika preliminära fältinsatser i samhället eller försvaret som traditionellt ej involverar direkt strid (med undantag för viss vidareutbildning, såsom bevakningslotta. Dessa har gått en 3 månader lång militärutbildning i bevakningstjänst. Hennes uppgift är att försvara militära skyddsobjekt och att strida inom Sveriges gränser i samband med ett eventuellt krig. Efter avslutad utbildning skriver bevakningslottan avtal med hemvärnet, och placeras inom ett hemvärnsförband, där hon vidareutvecklar sina kunskaper under övningarna. Det finns också möjlighet att medverka i internationella övningar.
Historiskt har lottor hållit uppgifter inom marketenteri (marketenterilotta), förplägnadstjänst (koklotta), transport/kommunikationstjänst (billotta), sambandstjänst (sambandslotta), telefontjänst (telefonlotta), expeditionstjänst (expeditionslotta), luftbevakning (luftbevakningslotta), sjukvård (sjuklotta) och mycket annat. Under andra världskriget utfördes även arbete med krigsfångutväxling och omhändertagande av krigsflyktingar från bland annat Finland. Beroende på vilken försvarsgren lottor tjänstgör vid har det historiskt förekommit begrepp som armélotta (Svenska armén), flyglotta (Svenska flygvapnet) och marinlotta (Svenska marinen).

### Ledning
Svenska Lottakåren leds av en överstyrelse, benämnd Lottaöverstyrelsen, kort LÖ, som tillsätts under den riksstämma (organisationsmöte med ombud från hela landet) som hålls vartannat år. Styrelsen är organisationens högsta beslutande organ mellan riksstämmorna och leder organisationen med utgångspunkt i de beslut som riksstämman tagit. Styrelsens ordförande tituleras rikslottachef (se avsnittet rikslottachefer). En person utses också vid varje riksstämma till riksförbundets ordförande.
Svenska Lottakåren har ett kansli i Stockholm som agerar serviceorgan för hela organisationen. Kansliet sköter de övergripande frågorna kring samordning och utveckling av utbildning, information och rekrytering.

## Historia

### 1924–1942: Sveriges Landstormskvinnor

#### Grundande

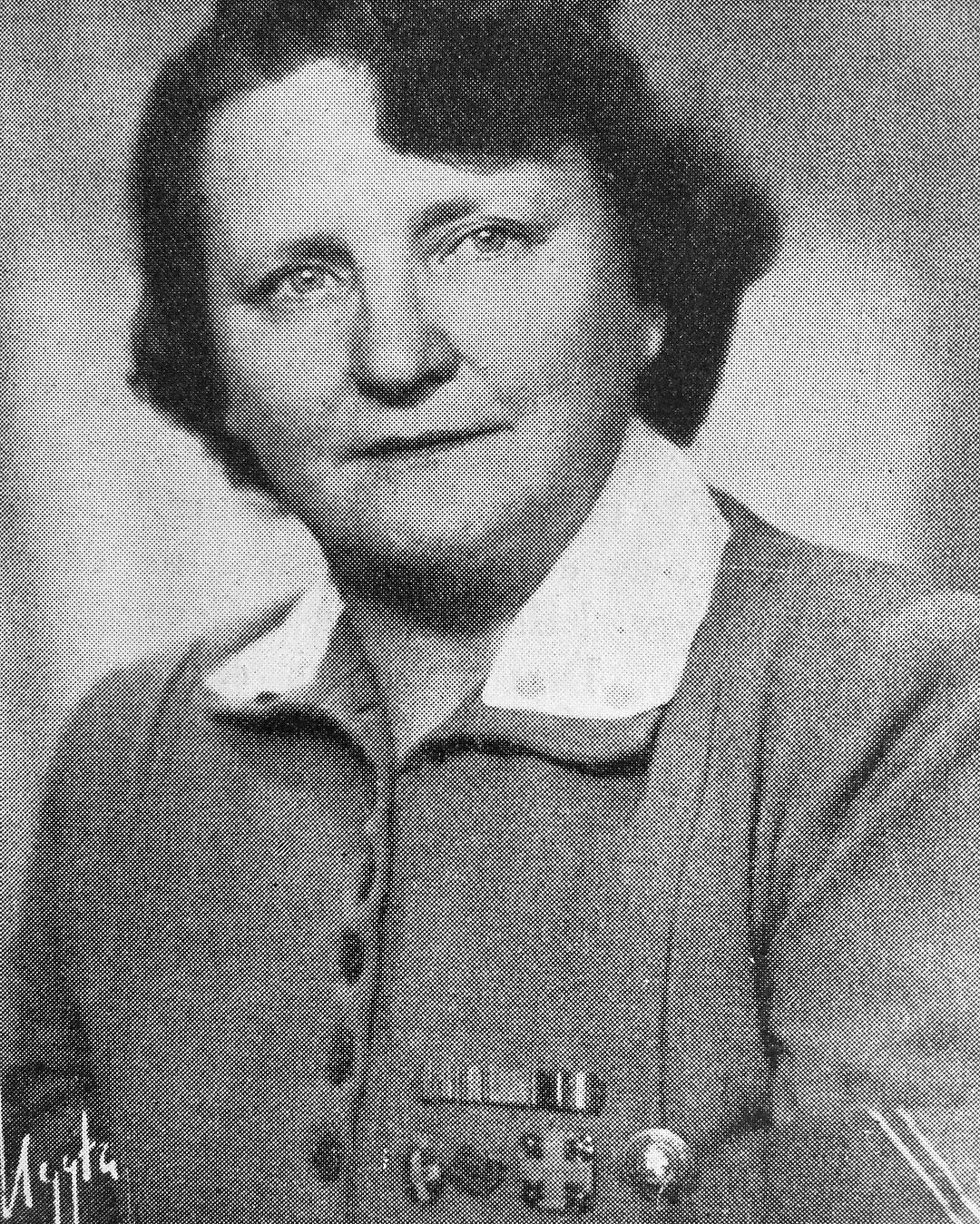
Organisationens grundare och första ordförande, Tyra Wadner.

Svenska Lottakåren bildades 1924 på initiativ av Tyra Wadner, maka till dåvarande chefsinstruktör inom Stockholms landstormsförbund, underlöjtnanten Martin Wadner, som en underavdelning till den svenska Landstormsrörelsen. Organisationen hette då Sveriges Landstormskvinnor, lottakårer landstormskvinnoföreningar och lottor landstormskvinnor. Som förebild för organisationen låg finska Lotta Svärd-organisationen, vilken Tyra och Martin Wadner hade beskådat under en studieresa till finska skyddskåren, sommaren 1924.
Sveriges Landstormskvinnor tillkom dels som en reaktion på det svenska försvarsbeslutet 1923 och de betydande nedskärningar som detta innebar för försvaret, dels genom en vilja hos Tyra Wadner och andra kvinnor att göra konkreta insatser för Landstormsrörelsen. Som initiativtagare för organisationens grundade blev Tyra Wadner lottakårens förste ordförande (sedermera rikslottachef).  

#### 1924–1935: Pengainsamling och utspisning

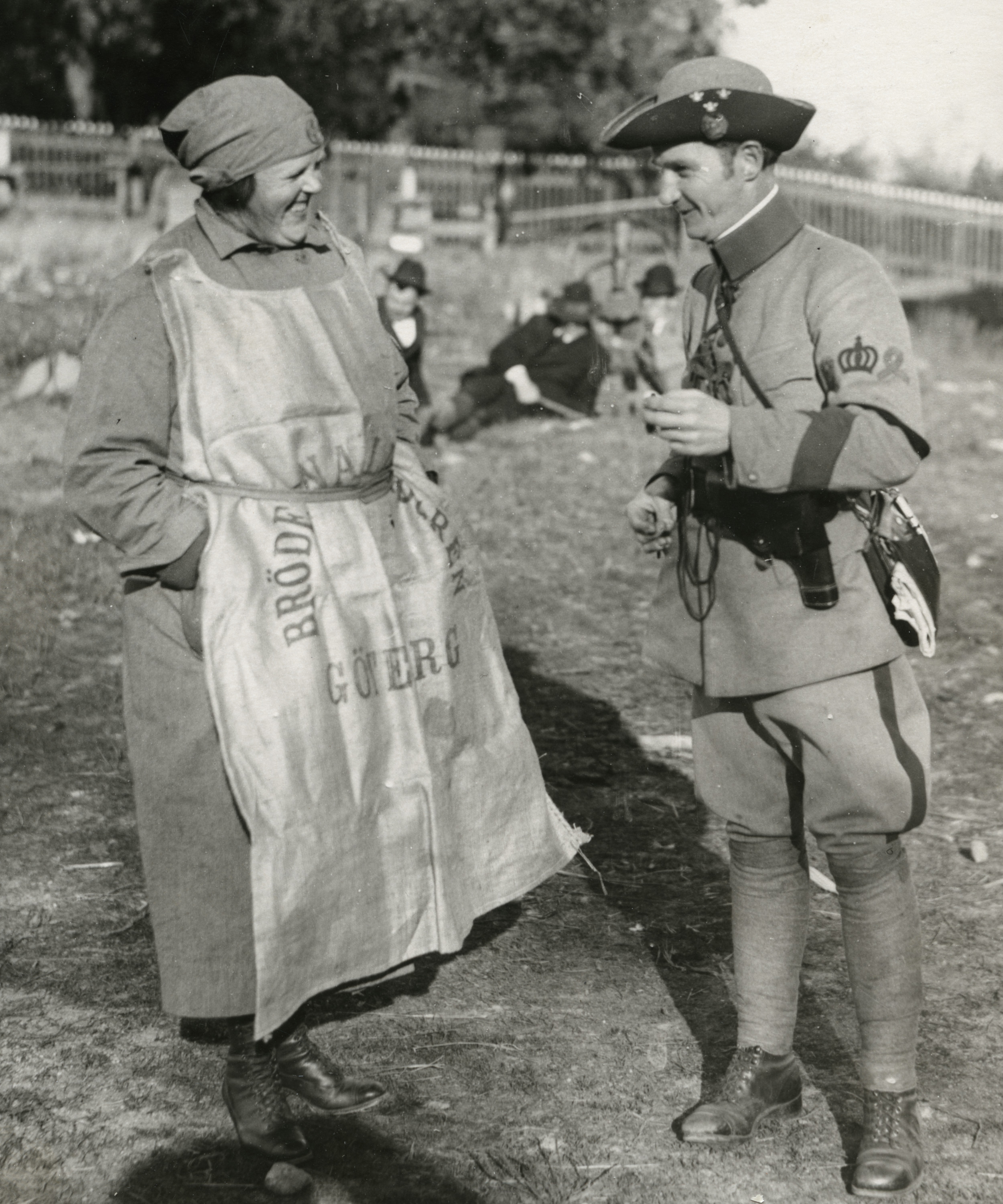
Landstormskvinna och landstormare på fältskjutning vid Molnby, 1925.

Vid grundandet hade Sveriges Landstormskvinnor två grundläggande uppgifter: utspisning och dylikt vid landstormsrörelsens övningsverksamhet och insamling av pengar till landstormsrörelsens utbildning av landstormsmän (de äldre årgångarna av värnpliktiga). Redan vid starten delades landstormskvinnorna in i följande uppdelning:
- Fältlottor – tjänstgöring vid Landstormens kurser och övningar, samt vid frivilliga skytteföreningars övningar[20]
- Hemmalottor – insamlingar, basarer och liknande aktiviteter[20]

Under organisationens första decennium kretsade verksamheten främst kring insamling av pengar till landstormsrörelsen. De summor som samlades in var avsevärda och organisationen blev en viktig finansiär av militär utbildning. En glimt från 1933 lyder:
| ”                                                                   | Militär — Hur stort anslag (penningbidrag) har lottorna? Lotta — Inte har vi några anslag, vi ger anslag. | „ |
| – Konversation mellan en militär och en lotta under en övning 1933, | |   |

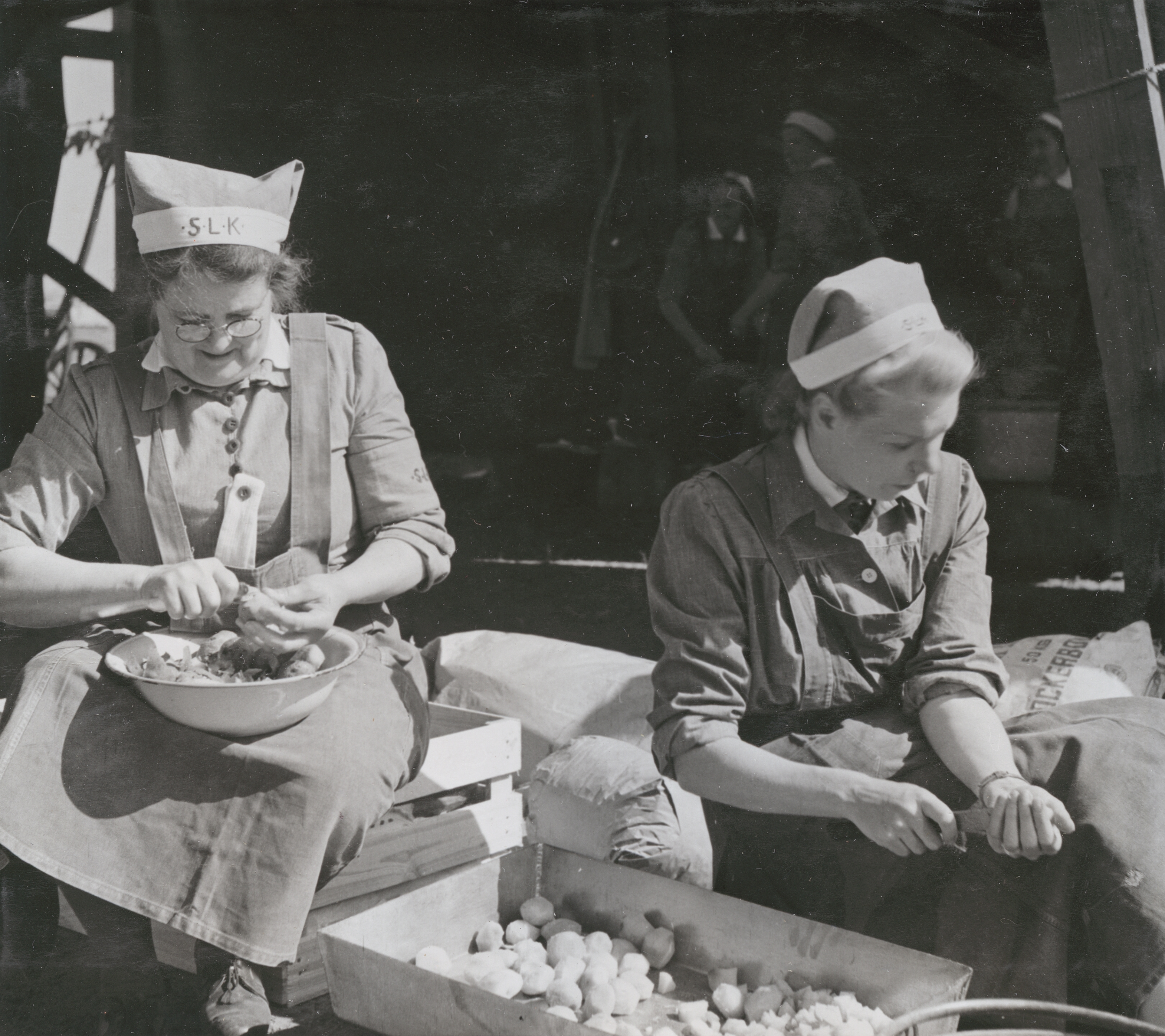
Landstormskvinnor som skalar potatis under förplägnadstjänst på 1930-talet.

Med tiden kom de praktiska uppgifterna, såsom exempelvis utspisning vid övningar (sedermera förplägnadstjänst), att bli del av kårens huvuduppgifter.

#### 1935–1939: Krigstidsbestämmelser
Länge var det tänkt att organisationen enbart skulle utföra uppgifter inom försvaret i fredstid men dessa tankar övergavs snabbt. År 1935 fick lottaordföranden i Stockholm ett eget skrivbord och lottorna fick sin första "krigsuppgift": samariter i gassjukvård (sjukvård vid stridsgasskador).
1936 togs det fram bestämmelser som reglerade lottornas verksamhet i så väl freds- som krigstid. I fredstid skulle verksamheten koncentreras till fyra områden:
- Insamling av pengar till Landstormsrörelsen
- Förplägnadstjänst vid landstormsmännens övningar
- Utbildning av de egna medlemmarna
- Informationsarbete för att "höja fosterlands- och hembygdskänslan och stärka nationens försvar"

I krigstid skulle lottorna istället bedriva olika former av hjälpinsatser för försvaret inom hembygden, särskilt under mobiliseringen.
År 1936 kom även den första "lottatidningen", Landsstormslottan, vilket indikerar att begreppet lotta redan var väl etablerat vid denna tidpunkt.

#### 1939–1942: Andra världskriget
Då Lottakåren grundades som en del av Landstormen var deras uppdrag ursprungligen knutna till armén. Detta kom att ändras under andra världskriget då man behövde mer arbetskraft inom det svenska försvaret. Eftersom män behövdes för fysiskt krävande uppgifter behövdes det personal som kunde ta över de mindre fysiskt ansträngande jobben inom försvaret, till exempel luftbevakning. Med anledning av detta började man 1939 sätta in lottor i både marinen och flygvapnet för diverse icke stridande uppgifter. Svenska Lottakåren blev då en paraplyorganisation och lottorna delades upp i armé-, marin- och flyglottor.
Efter att lottorna började delta inom alla försvarsgrenar var det inte längre lämpligt att kalla dem landstormskvinnor, då landstorm var en del av armégrenen. Detta gjorde att man började använda benämningen lotta helhetligt.

### 1942–2008: Riksförbundet Sveriges lottakårer
- Vänster: Luftbevakningslotta i luftbevakningstorn 1942.
- Center: Lottor tar hand om finländska krigsbarn i Stockholm 1944.
- Höger: Lotta som får vapenträning vid Svea livgarde 1944.

#### 1942–1945: Andra världskriget
I och med försvarsbeslutet 1942 avskaffades den svenska Landstormen, och därmed även Landstormsrörelsen som Lottakåren var en del av. Avskaffandet var dock menat som en reformation och istället togs lokalförsvaret över av det då nybildade Hemvärnet, och Lottakåren blev en fristående organisation under namnet Riksförbundet Sveriges lottakårer. Som självständig organisation fortsatte Lottakåren att fungera som tidigare och hade både civila och militära uppdrag. 
När kriget trappades upp ansåg man att vissa lottor inom luftbevakning behövde få vapenutbildning för självförsvar. Detta var kontroversiellt då Lottakåren inte var en stridande organisation. Trots detta vapenutbildades en grupp blivande luftbevakningschefer inom Lottakåren vid Svea livgarde 1944. Det bestämdes att lottorna enbart fick bruka vapen i självförsvar.
Kriget resulterade även i att antalet medlemmar i organisationen ökade markant och mot slutet av kriget hade organisationen fler än 110 000 medlemmar, vilket innebar att ungefär 5 % av Sveriges kvinnor över 15 år var lottor.

#### 1945–2008: Efterkrigstiden

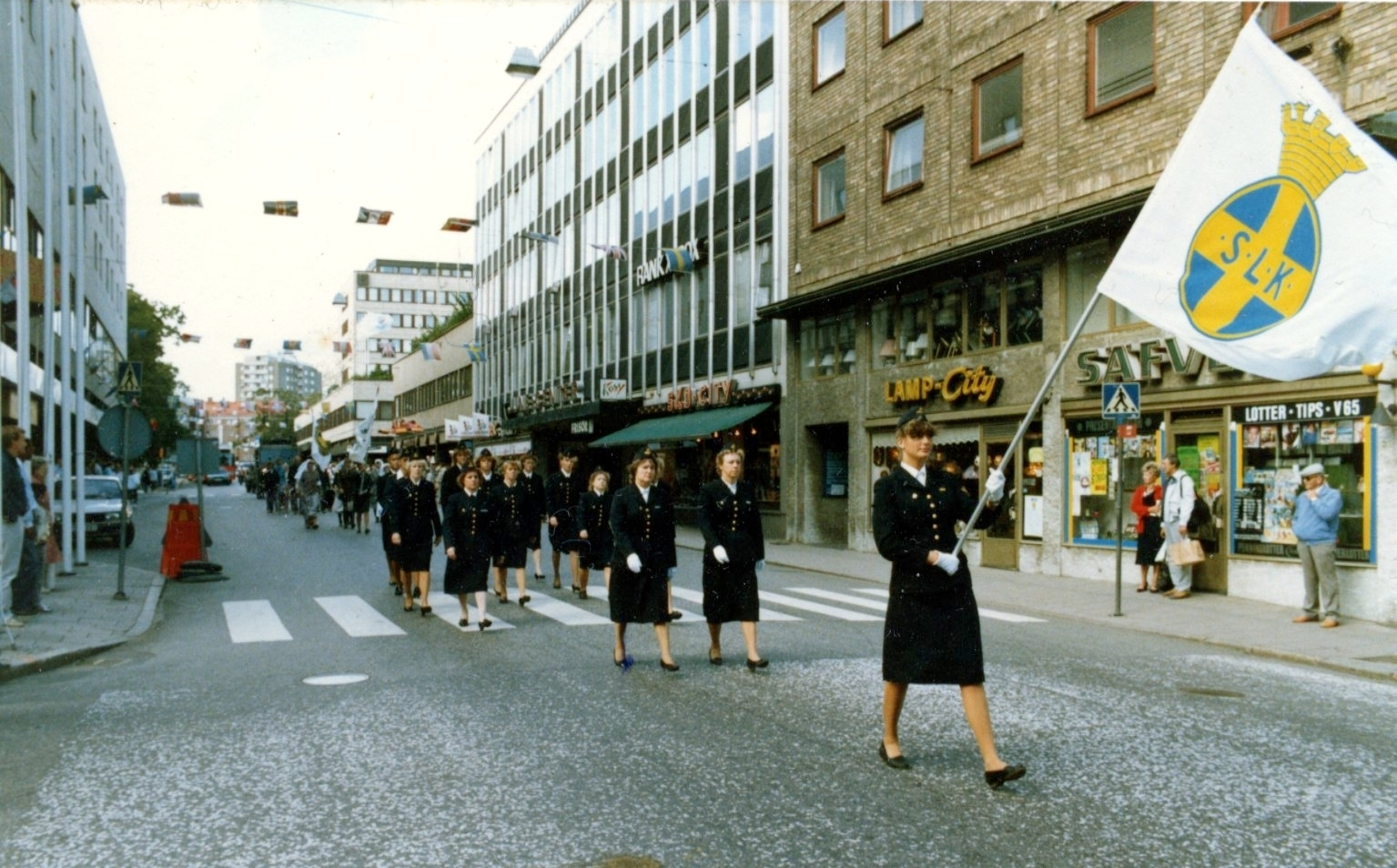
Svenska Lottakåren paraderar på Västra Storgatan i Jönköping under Frivilliga Försvarets Föreningar-helgen i september 1984.

Efter kriget fortsatte Lottakåren att bedriva verksamhet inom Sveriges försvar och var under denna period den enda möjligheten för kvinnor att få en aktiv roll i försvaret.
Då Kalla kriget ökade de militära spänningarna i luften kom man med tiden att förändra Lottakårens uppdrag inom försvaret för att ge dem en mer aktiv och specialiserad roll.
Lottakåren spelade också en stor roll i debatten om att tillåta kvinnor i alla försvarets befattningar innan detta gick igenom 1989.

### 2008–idag: Svenska Lottakåren
Lottakåren utbildar civila och militära stabsassistenter samt fältkockar som kan skriva avtal med och vara krigsplacerade hos myndigheter, länsstyrelser eller Försvarsmakten. SLK har även en egen stabspool med stabsassistenter som kan kallas in för att stötta myndigheter och länsstyrelser i krissituationer.
Lottorna arbetar dessutom med att informera allmänheten om hem- och krisberedskap – det vill säga hur man kan förbereda sig själv och sitt hem inför eventuella samhällskriser både praktiskt, fysiskt och mentalt. 
År 2008 förnyade Lottakåren sin grafiska profil genom att bland annat uppdatera sin logotyp och sitt kommunikativa namn. Det nya kommunikativa namnet blev Sveriges lottakår, medan det gamla namnet, Riksförbundet Sveriges lottakårer, blev relegerat till att enbart vara juridiskt namn.
Under coronapandemin bidrog lottakårer över hela landet med att exempelvis hämta ut mediciner och handla mat åt personer i riskgrupp, dela ut munskydd och vara behjälpliga vid massvaccinering och provtagning. Lottorna fick i detta arbete användning för sina erfarenheter av stabsarbete och krisberedskap och kunde snabbt rycka in och stötta samhället i den utmanande och långvariga samhällskris som pandemin utgjorde.

## Rikslottachefer
| 1924–1931 | Tyra Wadner               |
| 1931–1945 | Maja Schmidt              |
| 1945–1959 | Märta Stenbeck            |
| 1959–1966 | Ingrid Norlander          |
| 1966–1974 | Louise Ulfhielm           |
| 1974–1978 | Alice Trolle-Wachtmeister |
| 1978–1986 | Christine Malmström Barke |
| 1986–1994 | Marianne af Malmborg      |
| 1994–2002 | Nini Engstrand            |
| 2002–2008 | Elisabeth Falkemo         |
| 2008–2014 | Annette Rihagen           |
| 2014–2018 | Barbro Isaksson           |
| 2018–2022 | Heléne Rådemar            |
| 2022–     | Eva Nolsäter              |

## Lottarörelser i andra länder
Svenska Lottakåren är en svensk variant av den finländska kvinnoförsvarsorganisationen Lotta Svärd. Denna har inte bara inspirerat till den svenska rörelsen utan även till flera andra rörelser i Nordeuropa. Dessa rörelser brukar gå under samlingsnamnet lottarörelser.
Nedan redovisas kort lottarörelser från andra länder.
- Finland – Lotta Svärd – Den ursprungliga lottarörelsen grundades i Finland 1918 och blev officiellt instiftad 1920. Rörelsen heter Lotta Svärd och är namngiven efter Johan Ludvig Runebergs dikt Lotta Svärd i Fänrik Ståls sägner. Lotta Svärd gjorde viktiga insatser under finska vinterkriget och finska fortsättningskriget. Under fortsättningskriget fick lottor i vissa uppgifter vapenträning, något som annars strider mot lottarörelsens grundläggande principer. Rörelsen förbjöds 1944 som en del av fredsavtalet med Sovjetunionen, då de allierades övervakningskommission bestämde att alla fascistiska organisationer skulle upplösas, inklusive den finska Lotta Svärd-organisationen. Efter det tvingades Finlands regering besluta den 23 november 1944 att upplösa Lotta Svärd. Innan upplösningen trädde i kraft, hann de flytta över sin förmögenhet till den två veckor tidigare grundade Vårdstiftelsen för Finlands Kvinnor (Suomen Naisten Huoltosäätiö). Då stiftelsen fyllde 60 år den 29 juni 2006, ändrades stiftelsens namn till Lotta Svärd Stiftelsen.

- Estland – Naiskodukaitse (NKK) – I Estland bildades en motsvarighet till Lotta Svärd år 1925 som idag kallas Naiskodukaitse ("Kvinnornas hemvärn").[34] Rörelsen förbjöds av kommunisterna 1940 när Estland togs av Sovjetunionen, men återbildades 1991 när Estland blev självständigt igen.[35]

- Norge – Norges Lotteforbund (NFL) – I Norge bildades en motsvarighet till Lotta Svärd år 1928 som idag kallas Norges Lotteforbund.[36]

- Danmark – Danske Kvinders Beredskab (DKB) & Lottekorpset – I Danmark bildades en motsvarighet till Lotta Svärd år 1939 som hette Danske Kvinders Beredskab. 1946 bildades en annan motsvarighet till Lotta Svärd, Lottekorpset,[36] som kom att konkurrera med DKB.[37] Lottekorpset lades ned 1989 när försvarsutbildning öppnades för kvinnor.[38]